# Ramūnas Vyšniauskas
Ramūnas Vyšniauskas (* 23. September 1976 in Klaipėda) ist ein litauischer Gewichtheber.

## Karriere
Ramūnas Vyšniauskas nahm an den Olympischen Sommerspielen 2008 teil, wobei den Wettbewerb wegen einer Schulterverletzung nicht beenden konnte. Er nahm auch an den Olympischen Sommerspielen 1996, Olympischen Sommerspielen 2000 und Olympischen Sommerspielen 2004 teil, wo er jeweils den neunzehnten, elften und fünften Rang belegte.
Er gewann die Bronzemedaille bei der Europameisterschaft 2005 in der Kategorie bis 105 kg mit einer Gesamtleistung von 410 kg und die Silbermedaille bei der Europameisterschaft 2008 in der Kategorie bis 105 kg mit einer Gesamtleistung von 405 kg. 2009 wurde er Dritter mit einem Zweikampfergebnis von 405 kg.